# Argatroban
Argatrobanul este un medicament anticoagulant acționând ca un inhibitor direct de trombină (factorul IIa al coagulării). Calea de administrare disponibilă este cea intravenoasă.
În Statele Unite ale Americii, este aprobat de FDA pentru tratamentul trombozelor la pacienții cu trombocitopenie indusă de heparină.